# Supercoppa austriaca 2022 (pallavolo maschile)
La Supercoppa austriaca 2022, 2ª edizione della Supercoppa nazionale di pallavolo maschile, si è svolta il 24 settembre 2022: al torneo hanno partecipato due squadre di club austriache e la vittoria finale è andata per la prima volta al Raiffeisen Waldviertel.

## Regolamento
La formula ha previsto una gara unica.

## Squadre partecipanti
| Squadra                | Qualificazione                                                        |
| ---------------------- | --------------------------------------------------------------------- |
| Amstetten              | Finalista Coppa d'Austria 2021-22                                     |
| Raiffeisen Waldviertel | Vincitrice Coppa d'Austria 2021-22/Austrian Volley League Men 2021-22 |

## Torneo
| 24 settembre 2022 Johann Pölz Halle, Amstetten Durata: 1h:49 - Spettatori: 130 | Raiffeisen Waldviertel | 3 - 1 | Amstetten | 18-25, 25-15, 25-18, 25-15 |